# Mausolée de Sidi Boutkhil
 (novembre 2018).
Si vous disposez d'ouvrages ou d'articles de référence ou si vous connaissez des sites web de qualité traitant du thème abordé ici, merci de compléter l'article en donnant les références utiles à sa vérifiabilité et en les liant à la section « Notes et références ».
Le mausolée de Sidi Boutkhil est situé dans le ksar de même nom  à Aïn Safra dans la wilaya de Naama, en Algérie. Le mausolée renferme la tombe de Sidi Boutkhil considéré comme le saint patron de la ville.

## Description
Le mausolée est une bâtisse simple de forme carrée, surplombée d’une coupole et entourée d’un muret qui la laisse apparaître.

## Origine du nom
Sidi Boutkhil est un descendant de Abd al Qadir al-Jilani.

## La Waada
La waada de sidi Boutkhil a lieu chaque année au premier vendredi du mois de Novembre. Les habitants du quartier (ksar) préparent le couscous et le partage avec tous les participants.